# فريمان كوب
فريمان كوب (بالإنجليزية: Freeman Cobb)‏ هو شخصية أعمال أسترالي، ولد في 1830، وتوفي في 1878.